# 吐尔贡·阿力玛斯
吐尔贡·阿力玛斯（維吾爾語：تۇرغۇن ئالماس‎，1924年10月30日—2001年9月11日），又译吐尔贡·阿勒玛斯，中国维吾尔族作家。 中国共产党党员，中国作家协会会员。1946年后，历任小学教师，喀什师范学校校长，伊犁三区《前进报》编辑，新疆公安学校教师，《塔里木》杂志编辑。 文革中被逮捕入狱。出狱后，被安排到新疆维吾尔自治区文联当专业作家。历任新疆文联理事，中国社会科学院中亚研究所研究员。

## 生平
1924年10月30日生于新疆喀什市一个贫民家庭，就读于包拉克苏区乌尔克西乡小学和努力比西小学。1939年，随同父亲经由冰大坂到达伊犁。当年9月又到了乌鲁木齐，进入师范学校读书。在师范学校读书期间，他接触了马克思列宁主义，阅读了俄国古典作家及苏联作家的作品，并于1940年开始了文艺创作活动。1941年发表诗歌。1942年8月，吐尔贡·阿力玛斯从师范学校毕业后，被分配到焉耆一所小学工作。1943年2月，由于进行社会主义宣传，被新疆国民党政府逮捕。1945年10月出狱，1946年初又到了喀什，重新进入一所小学任教。1946年6月15日，《十一条和平条款》发表后，吐尔贡·阿力玛斯担任了喀什教师培训班主任并兼师范和中学的训育主任职务。1947年5月，阿合买提江·哈斯木（三区革命领导人）、张治中等人视察南疆，来到喀什，吐尔贡·阿力玛斯被喀什民众选为三名代表之一，与其谈判。由于写诗批评蒋介石，1947年7月21日被国民党政府逮捕入狱。随着中国人民解放军在第二次国共内战中的胜利，在三区革命政府的要求之下，国民党于1949年4月8日被迫释放了吐尔贡·阿力玛斯。吐尔贡·阿力玛斯于当年8月到达伊犁，担任《前进报》的编辑。
中共掌控新疆后，他担任过短期的喀什市和乌鲁木齐市公安部门的负责工作。1957年自鲁迅文学院毕业。1958年7月调任为《新疆文艺》月刊的编辑。中华人民共和国成立后，吐尔贡·阿力玛斯坚持诗歌创作，发表诗歌200余首，出过两本诗集《塔里木之风》和《晨》。吐尔贡·阿力玛斯还从事小说、剧本的创作。他的中篇小说《红旗》在1955年新疆文学评奖中获一等奖。剧本《刀子》在群众中得到良好的反响。他曾创作了一部长篇小说《喀什史话》，描写中华人民共和国成立前维吾尔族人民的苦难生活及斗争，但未及出版，便在“文革”中被没收丢失。
文化大革命时期，吐尔贡·阿力玛斯再次入狱。文革后，他重新开始文学创作，写出了《对儿子的教诲》、《人的品质之歌》等哲理诗。“文革”后，吐尔贡·阿力玛斯的主要精力放在了民族历史研究方面，潜心研究维吾尔族历史、文学，写出了《匈奴简史》、《回纥汗国》、《哈剌汗王朝》、《维吾尔族的起源问题》、《神话传说》、《乌古斯传》、《试论〈福乐智慧〉的军事辩证法》等著作和文章。
1985年加入中国作家协会。1986年10月到1989年10月，吐尔贡·阿勒玛斯公开出版《匈奴简史》、《维吾尔古代文学》、《维吾尔人》三本书。1991年，根据中共新疆维吾尔自治区党委的安排，新疆维吾尔自治区各高校开展了对吐尔贡·阿勒玛斯所著《维吾尔人》、《匈奴简史》、《维吾尔古代文学》三本书的批判。三本书在一些学术刊物上遭到集中批判，被指责为所谓“民族分裂主义”，还专门召开了“《维吾尔人》等三本书问题讨论会”。暨南大学的姚新勇教授认为，这“三本书”是维吾尔民族主义意识形态构建的一种尝试，最初影响比较有限，但官方对其的打压，反而使得阿勒玛斯“英雄化”“神圣化”，激化了维吾尔族的民族情绪。
2001年9月11日，吐尔贡·阿力玛斯在乌鲁木齐去世。

## 著作
- 诗集《早晨》
- 剧本《刀》、《塔里木风暴》
- 中篇小说《红旗》（获1955年新疆文学创作一等奖）
- 《匈奴简史》
- 《维吾尔古代文学》
- 《维吾尔人》（获1993年国际奖、1995年国际大奖） [1]
  - 俄语版：Тургун Алмас，《Уйгуры》，Хамит Хамраев 译，1993年，ISBN 5615011084。[13]
  - 土耳其语版：Turgun Almas，《Uygurlar》，Selenge 出版，2010年4月，ISBN 978-9758839711。[14]
  - 日语版：《ウイグル人》，東綾子 译，集広舎 出版，2019年12月，ISBN 978-4-904213-84-1。[15]